# Gymnotiformes

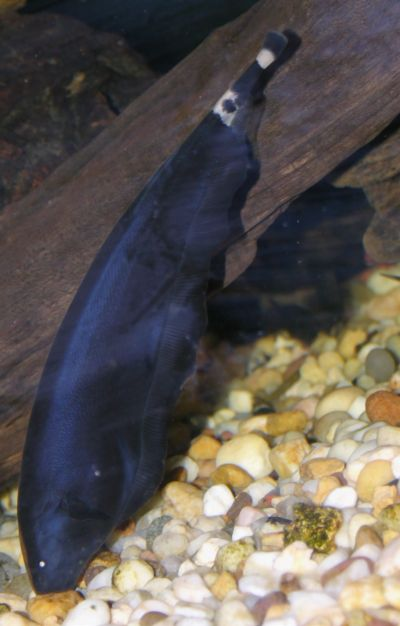
Apteronotus albifrons

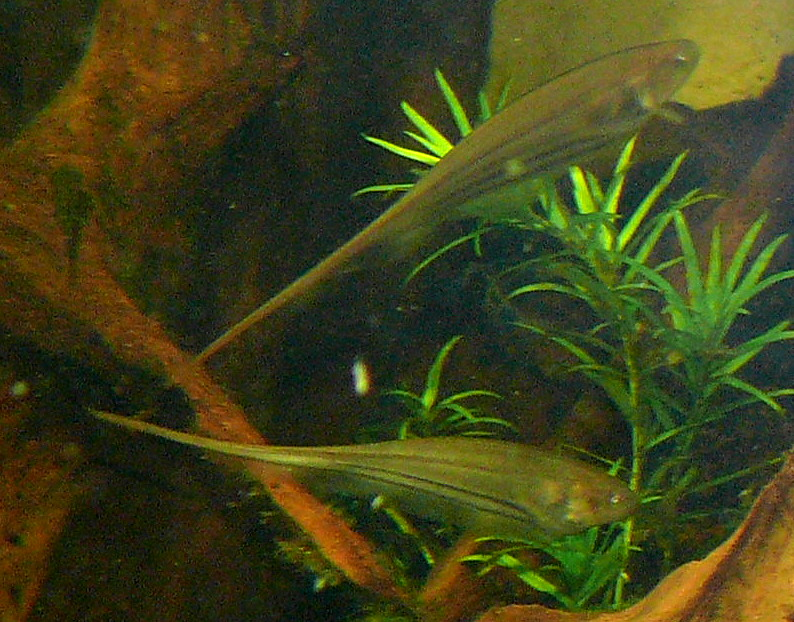
Eigenmannia lineata

Los Gymnotiformes son un orden de peces de río teleósteos del superorden ostariofisios, entre los que se incluyen los peces eléctricos de Sudamérica y los llamados peces cuchillo. Se distribuyen por zonas tropicales húmedas, desde Guatemala hasta el sur de Uruguay.
Son de hábitos nocturnos y poseen órganos capaces de generar un campo eléctrico. Quizás la especie más conocida es la anguila eléctrica (Electrophorus electricus) que utiliza poderosas descargas eléctricas (de hasta 600 voltios) para cazar y defenderse. En muchas de estas especies los órganos eléctricos derivan evolutivamente de células musculares, aunque en los Apteronotidae derivan de células nerviosas. Además de estas descargas fuertes, todos generan un campo de menos de 1 voltio que les sirve para la navegación y la comunicación, generado de forma continua y sin parar nunca. En cada especie este campo es distinto y característico.
Tienen un cuerpo en forma de cuchillo o cilíndrico más o menos comprimido. Han perdido las aletas pélvicas y la aleta dorsal, siendo la aleta anal extremadamente larga y ondulada para permitir a estos peces moverse tanto hacia delante como hacia atrás. La aleta caudal puede estar ausente o muy reducida. La apertura anal se encuentra bajo la cabeza o las aletas pectorales.

## Sistemática
Existen actualmente cerca de 150 especies conocidas, en más de 30 géneros contenidos en seis familias, aunque por sus hábitos nocturnos el número de especies actual es desconocido.
- Suborden Gymnotoidei
  - Familia Gymnotidae - Peces cuchillo bandeados y Anguilas eléctricas
- Género Electrophorus (Gill, 1864)
  - Electrophorus electricus (Linnaeus, 1766) - Anguila eléctrica
- Género Gymnotus (Linnaeus, 1758)
  - Gymnotus anguillaris (Hoedeman, 1962) - Anguilita
  - Gymnotus arapaima (Albert y Crampton, 2001)
  - Gymnotus ardilai (Maldonado-Ocampo y Albert, 2004)
  - Gymnotus bahianus (Campos-da-Paz y Costa, 1996)
  - Gymnotus carapo (Linnaeus, 1758) - Carapo
  - Gymnotus cataniapo (Mago-Leccia, 1994)
  - Gymnotus chimarrao (Cognato, Richer-de-Forges, Albert y Crampton, 2007)
  - Gymnotus choco (Albert, Crampton y Maldonado, 2003) - Cuchillo
  - Gymnotus coatesi (La Monte, 1935) - Anguilita
  - Gymnotus coropinae (Hoedeman, 1962)
  - Gymnotus curupira (Crampton, Thorsen y Albert, 2005)
  - Gymnotus cylindricus (La Monte, 1935)
  - Gymnotus diamantinensis (Campos-da-Paz, 2002)
  - Gymnotus esmeraldas (Albert y Crampton, 2003)
  - Gymnotus henni (Albert, Crampton y Maldonado, 2003) - Mayupa
  - Gymnotus inaequilabiatus (Valenciennes, 1839)
  - Gymnotus javari (Albert, Crampton y Hagedorn, 2003) - Macana
  - Gymnotus jonasi (Albert y Crampton, 2001)
  - Gymnotus maculosus (Albert y Miller, 1995) - Cuchillo o Madre de barbudo
  - Gymnotus mamiraua (Albert y Crampton, 2001)
  - Gymnotus melanopleura (Albert y Crampton, 2001)
  - Gymnotus obscurus (Crampton, Thorsen y Albert, 2005)
  - Gymnotus onca (Albert y Crampton, 2001)
  - Gymnotus panamensis (Albert y Crampton, 2003)
  - Gymnotus pantanal (Fernandes, Albert, Daniel-Silva, Lopes, Crampton y Almeida-Toledo, 2005)
  - Gymnotus pantherinus (Steindachner, 1908)
  - Gymnotus paraguensis (Albert y Crampton, 2003) - Morenita
  - Gymnotus pedanopterus (Mago-Leccia, 1994)
  - Gymnotus stenoleucus (Mago-Leccia, 1994)
  - Gymnotus sylvius (Albert y Fernandes-Matioli, 1999)
  - Gymnotus tigre (Albert y Crampton, 2003) - Macana tigre
  - Gymnotus ucamara (Crampton, Lovejoy y Albert, 2003)
  - Gymnotus varzea (Crampton, Thorsen y Albert, 2005)

- Suborden Sternopygoidei
  - Familia Apteronotidae - Apteronótidos
  - Familia Hypopomidae - Hipopómidos
  - Familia Rhamphichthyidae - Peces cuchillo de arena
  - Familia Sternopygidae - Peces cuchillo de cristal

## Evolución
Los Gymnotiformes derivan del orden hermano Siluriformes, otros miembros de los Ostariophysi, un linaje de peces de agua dulce primitivos. Se distribuían por la parte occidental del supercontinente Gondwana en lo que hoy es Sudamérica, antes de su separación de África en el Cretácico hace aproximadamente 120 millones de años. Sin embargo, los únicos fósiles que se conocen son del Mioceno de hace 10 millones de años en Bolivia.
Gymnotiformes no tienen especies extinguidas en África, lo que puede ser debido a que evolucionaron después de que ésta se separase de Sudamérica, o bien que evolucionasen de los Mormyridae, que usan una electrolocación similar.